# Hilara interstincta
Hilara interstincta är en tvåvingeart som först beskrevs av Carl Fredrik Fallén 1816.  Hilara interstincta ingår i släktet Hilara, och familjen dansflugor. Arten är reproducerande i Sverige.

## Bildgalleri

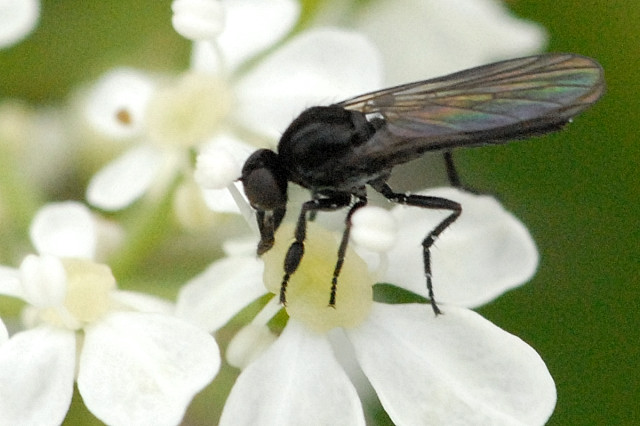
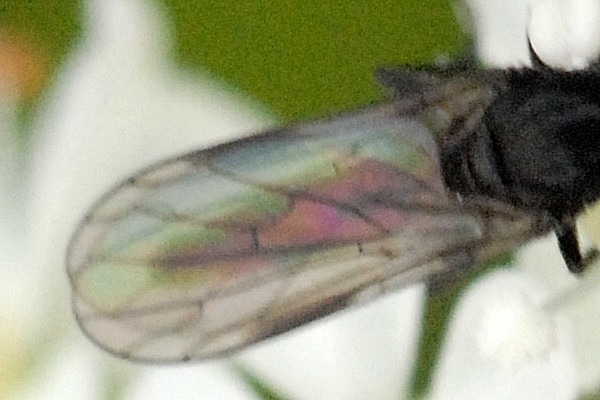